# Planès
Planès (în catalană Planès) este o comună în departamentul Pyrénées-Orientales din sudul Franței. În 2009 avea o populație de 49 de locuitori.

## Evoluția populației
| An        | 1975 | 1982 | 1990 | 1999 | 2006 | 2009 |
| --------- | ---- | ---- | ---- | ---- | ---- | ---- |
| Populație | 29   | 42   | 33   | 27   | 44   | 49   |